# Ей это нужно позарез (фильм)
«Ей это нужно позарез» (англ. She's Gotta Have It) — американский независимый чёрно-белый фильм Спайка Ли 1986 года. Первая полнометражная работа Спайка Ли.
Фильм был хорошо принят публикой и критиками. Получил несколько наград, в том числе приз Каннского кинофестиваля и премию «Независимый дух».
В 2017 году по этому фильму компания Netflix выпустила сериал.
В 2019 году включён в Национальный реестр фильмов.

## Сюжет
Нола Дарлинг — молодая привлекательная девушка из Бруклина. Нола никак не может разобраться со своей личной жизнью и встречается одновременно с тремя мужчинами. Среди её ухажеров: вежливый и обходительный Джейми Оверстрит, одержимый успехом и своей внешностью Грир Чайлдс и большой ребёнок Марс Блэкмон. Каждый из них знает, что помимо него у Нолы есть ещё двое мужчин, однако никто из них не может уйти от неё из-за её красоты. Также у Нолы есть подруга-лесбиянка, которая периодически пытается склонить Нолу к лесбийскому сексу.
Грир как-то подмечает, что у неё, судя по всему, какие-то проблемы и ей нужно посетить специалиста, потому что такое сексуальное поведение не нормально. Нола посещает сексопатолога. После нескольких сеансов женщина-доктор сообщает ей, что она совершенно нормальная. На День благодарения Нола готовит индейку и приглашает к себе одновременно троих своих мужчин. На этом ужине они впервые знакомятся друг с другом. После ужина вся компания играет в настольную игру. Большую часть вечера мужчины занимаются препирательствами друг с другом.
Через некоторое время Нола сообщает Джейми, что любит именно его. Джейми не верит ей, он считает, что ей нужен от него только секс. Нола расстаётся с Гриром и Марсом и приходит к Джейми мириться. При этом она отмечает, что решила «остыть» и на какое-то время собирается вообще отказаться от секса. Позже Нола рассказывает, что из этой затеи ничего не вышло. Ей не подошёл как вообще отказ от секса, так и жизнь только с одним мужчиной.

## В ролях
- Трэйси Камилла Джонс — Нола Дарлинг
- Томми Редмонд Хикс — Джейми Оверстрит
- Джон Канада Террелл — Грир Чайлдс
- Спайк Ли — Марс Блэкмон
- Рэй Доуелл — Опал Гилстрэп
- Жуа Ли — Клоринда Брэдфорд
- Эпата Меркерсон — доктор Джеймисон
- Билл Ли — Сонни Дарлинг

## Производство и выпуск
Фильм «Ей это нужно позарез» стал первым полнометражным фильмом, поставленным Спайком Ли. Фильм стал знаковым для американского независимого кино. По словам Ли, на создание этого фильма его вдохновил просмотр фильма Акиры Куросавы «Расёмон» в киношколе. Съёмки проходили в Бруклине и были завершены за двенадцать дней летом 1985 года с бюджетом в $175 000.
Фильм вышел на экраны 8 августа 1986 года и заработал $28 473 в первые выходные. Всего в США фильм собрал в прокате $7 137 503. Фильм был хорошо принят критиками и публикой. На сайте Rotten Tomatoes у него 94 % свежести на основе 32 рецензий, со средним баллом 7,1 из 10. На сайте Metacritic у фильма 79 баллов из 100 на основе 11 отзывов.
Газета The New York Times написала, что этот фильм (вместе с «Более странно, чем в раю» Джима Джармуша) возвестил собой американское независимое кинодвижение 1980-х годов. Также было отмечено, что это новаторский фильм для афроамериканских кинематографистов и что фильм в целом меняет представление о чернокожих в американском кино. Чернокожие мужчины и женщины в фильме показаны не как сутенёры и шлюхи, а как интеллигентные городские жители.
На Каннском кинофестивале 1986 года фильм получил «Приз молодёжного жюри». В этом же году режиссёр фильма получил приз от Американской ассоциации кинокритиков Лос-Анджелеса (LAFCA). В 1987 году Спайк Ли получил премию «Независимый дух» «за лучший дебют».

## Сериал
15 сентября 2016 года компания Netflix объявила о начале работы над сериалом по мотивам фильма «Ей это нужно позарез». Спайк Ли был назначен исполнительным продюсером. В конце ноября 2017 года было выпущено десять 30-минутных серий. В начале 2018 года было объявлено, что сериал продлён на второй сезон.